# Dieter Freise
Dieter Freise (Heidelberg, 18 de febrero de 1945 – 5 de abril de 2018) fue un jugador de hockey sobre hierba alemán que jugó en la posición de defensa. Ganó la medalla de oro en los Juegos Olímpicos de Múnich al ganar en la final a Pakistán.
En los Juegos Olímpicos de Montreal, acabaron quinto. En 1970 ganó el Campeonato de Europa y en 1974 acabó segundo. Entre 1969 y 1976 disputó 86 partidos con la selección alemana.
A nivel de clubs jugó en el Hockey-Club Heidelberg, con el que ganó la liga de Alemania Occidental de pista cubierta de 1971 y al aire libre de 1982.